# Иско
Франциско Роман Аларкон Суарез (шп. rancisco Román Alarcón Suárez; Беналмадена, 21. април 1992) је шпански фудбалер, који тренутно игра за Бетис.

## Трофеји

### Реал Мадрид
- Првенство Шпаније (3) : 2016/17, 2019/20, 2021/22.
- Куп Шпаније (1) : 2013/14.
- Суперкуп Шпаније (3) : 2017, 2019/20, 2021/22.
- Лига шампиона (5) : 2013/14, 2015/16, 2016/17, 2017/18, 2021/22.
- Суперкуп Европе (3) : 2014, 2016, 2017.
- Светско клупско првенство (4) : 2014, 2016, 2017, 2018.

### Шпанија до 17
- Светско првенство до 17 : треће место 2009.

### Шпанија до 21
- Европско првенство до 21 (1) : 2013.